# Riverdale, Utah
Riverdale är en stad i Weber County i Utah. Vid 2010 års folkräkning hade Riverdale 8 426 invånare.